# Margarida de Borgonha, Delfina de França
Margarida de Borgonha ou Margarida de Nevers (em francês Marguerite de Bourgogne; Dezembro de 1393 — Paris, Fevereiro de 1442) foi Delfina de França e duquesa de Guyenne como nora do rei Carlos VI de França. Uma peã nas lutas dinásticas entre sua família e sogros durante a Guerra dos Cem Anos, foi prevista duas vezes para se tornar rainha da França.

## Início de vida
Nascida no final de 1393, Margarida era a filha mais velha e a primeira de seis filhas de João sem Medo e Margarida da Baviera. Seu pai era, na época, o conde de Nevers e herdeiro aparente do Ducado da Borgonha governado por seu pai, Filipe, o Audaz. Em 9 de julho de 1394, o duque Filipe e seu sobrinho mentalmente instável, o rei Carlos VI de França, concordaram que o primeiro neto do antigo ia se casar com o filho e herdeiro aparente deste último, o Delfim Carlos. Seguindo seu compromisso formal, em janeiro de 1396, Margarida era conhecida como "madame la dauphine". Ela e suas irmãs, descritas por um contemporâneo como "claramente como corujas", cresceram em um "ambiente familiar carinhoso" nas residências ducais de Borgonha, e estavam perto de sua avó paterna, a condessa Margarida III da Flandres.

## Primeiro casamento
A morte de seu noivo de oito anos de idade no início de 1401 obrigou o avô de Margarida e mãe de Carlos, Isabel da Baviera, a organizar uma nova união, na esteira da guerra civil dos Armagnacs e Borguinhões. Em Paris, em maio de 1403, foi acordado que se casaria com o novo Delfim de França, duque Luís de Guyenne. Um casamento duplo teve lugar no final de agosto de 1404, como parte dos esforços de Filipe, o Audaz em manter uma relação estreita com a França, garantindo que a próxima rainha do país seria sua neta. Margarida casou-se com o Delfim Luís, enquanto seu único irmão, Filipe, o Bom, casou-se com a irmã de Luís, Micaela. Filipe, o Audaz não viveu o suficiente para ver os casamentos de seus netos consumados. Ele morreu em 1404, e foi sucedido pelo pai de Margarida. A autora ítalo-francesa Cristina de Pisano dedicou O Tesouro da Cidade das Senhoras à jovem Delfina, no qual ela a aconselhou sobre o que tinha que aprender e como deveria se comportar; o manuscrito pode ter sido encomendado pelo seu pai.
Não foi até junho de 1409 que os casamentos foram consumados, de acordo com Jean Juvénal des Ursins, após o qual Margarida mudou-se para a corte decadente de sua sogra. Logo se tornou uma peã na luta entre duas fracções beligerantes, os Armagnacs e os Borguinhões, que aspiravam a controlar seu marido. Seu casamento sem filhos terminou com a morte de Luís em 1415. A jovem viúva foi resgatada com alguma dificuldade da Paris controlada pelos Armagnacs. Então voltou para Borgonha, vivendo lá por alguns anos com suas irmãs solteiras ao lado de sua mãe. Após o assassinato de seu pai, em 1419, Filipe, o Bom tornou-se duque de Borgonha.

## Segundo casamento

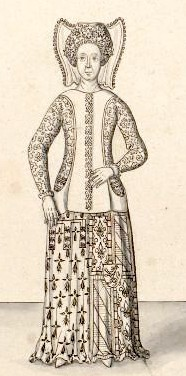
Representação da Duquesa de Guyenne do século XIX.

Seu sogro morreu em 1422, e os ingleses ocuparam uma parte da França em nome de seu neto infante, o rei Henrique VI de Inglaterra, que deveria sucedê-lo de acordo com o Tratado de Troyes. Ao mesmo tempo, seu cunhado Carlos VII reivindicou a coroa para si mesmo. No início de 1423, Filipe, o Bom entrou em uma aliança com o duque João V de Bretanha e o regente do rei inglês, João de Lancaster, 1°, Duque de Bedford. Ele estava destinado a reforçar a aliança através do casamento arranjado de suas irmãs, Ana e Margarida, com o Duque de Bedford e o irmão mais novo do Duque de Bretanha, Artur, Conde de Richmond, respectivamente.
Margarida estava longe de ficar entusiasmada em se casar novamente e tentou adiar ou impedir o casamento reclamando que Artur ainda estava preso pelos ingleses e que todas as suas irmãs tinham se casado com duques. Como ex-Delfina de França que ainda usava o título de Duquesa de Guyenne, alegou que um conde estava muito abaixo dela na hierarquia. Filipe teve que enviar seu servo de confiança, Renier Pot, como embaixador especial para Margarida. Pot lhe explicou a necessidade de uma aliança com Bretanha e disse a ela que Bedford tinha criado Artur Duque de Touraine. Por instruções de Filipe, Pot disse-lhe que, ainda sendo uma viúva bastante jovem, deveria casar e ter filhos em breve, ainda mais porque o próprio Filipe era agora um viúvo sem filhos. Ela finalmente cedeu, e o casamento foi celebrado em 10 de outubro de 1423.
Artur logo se tornou uma pessoa muito influente na corte real em Paris, e trabalhou firmemente no interesse de Borgonha, especialmente durante seu casamento com Margarida. Borgonha e Bretanha, eventualmente, mudaram de lado, juntando-se a Carlos VII em sua luta contra os ingleses. Margarida provou ser uma esposa dedicada, protegendo seu marido quando se desentendeu com Carlos VII e gerenciando suas propriedades enquanto estava no campo de batalha. Ela voltou com ele para Paris, quando os franceses recuperaram o controle da cidade em 1436. Pouco se sabe sobre sua vida depois desse ano. Ela morreu sem filhos em Paris, em fevereiro de 1442. Em seu testamento, cuja cópia está preservada nos arquivos de Nantes, ela pediu que seu coração fosse enterrado em um santuário em Picardia chamado Notre-Dame de Liesse. Ambos seu viúvo e irmão, no entanto, estavam ocupados demais para realizar seu pedido final. Artur se casou novamente dentro de um ano; ambos seus casamentos posteriores também não tiveram descendentes legítimos.